# ليدين (نيويورك)
ليدين (بالإنجليزية: Leyden, New York)‏ هي بلدة أمريكية تقع في الولايات المتحدة في مقاطعة لويس، نيويورك. يقدر عدد سكانها بـ 1,785 نسمة ومساحتها 86.9 كم2 وترتفع عن سطح البحر 347 متر.